# Журавлёва, Наталья Гавриловна
Наталья Гавриловна Журавлёва (1918—1994) — работница сельского хозяйства, Герой Социалистического Труда.

## Биография
Родилась в 1918 году на хуторе Крюково ныне Куйбышевского района Ростовской области.
Окончив шесть классов школы, пошла трудиться в колхоз, где сначала работала дояркой. 20 лет проработала на ручном доении коров, затем стала мастером по выращиванию молодняка — телятницей в колхозе «Рассвет» Родионово-Несветайского района Ростовской области. Принимая от бурёнок телят, Наталья выхаживала их до 10-месячного возраста. Суточный привес у телят достигал 1002 грамма, что почти вдвое превышало план.
После разукрупнения колхоза работала в колхозе с названием «Россия». Занималась общественной деятельностью — избиралась депутатом районного Совета трудящихся.
В 1970-е годы вышла на пенсию. Жила в хуторе Каршенно-Анненка Родионово-Несветайского района Ростовской области с мужем и детьми: двое сыновей и дочь.
Умерла в 1994 году.
Указом Президиума Верховного Совета СССР от 22 марта 1966 года за достигнутые успехи в развитии животноводства, увеличении производства и заготовок мяса Журавлёвой Наталье Гавриловне присвоено звание Героя Социалистического Труда с вручением ордена Ленина и золотой медали «Серп и Молот». Также была награждена медалями, в числе которых «За трудовую доблесть».
Умерла в 1994 году